# Szürke lappantyú
A szürke lappantyú (Caprimulgus jotaka) a madarak (Aves) osztályának a lappantyúalakúak (Caprimulgiformes) rendjéhez, ezen belül a lappantyúfélék (Caprimulgidae) családjához tartozó faj.

## Rendszerezése
A fajt Coenraad Jacob Temminck és Hermann Schlegel írták le 1845-ben.

## Alfajai
- Caprimulgus jotaka hazarae Whistler, 1935
- Caprimulgus jotaka jotaka Temminck & Schlegel, 1845[2]

## Előfordulása
Banglades, Bhután, Brunei, Dél-Korea, Észak-Korea, a Fülöp-szigetek, Hongkong, India, Indonézia, Japán, Laosz, Kambodzsa, Kína, Malajzia, Mongólia, Mianmar, Nepál, Pakisztán, Oroszország, Szingapúr, Thaiföld és Vietnám területén honos. Az Amerikai Egyesült Államokban is megtalálható.
Természetes élőhelyei a mérsékelt övi erdők, szubtrópusi vagy trópusi lombhullató erdők és cserjések, sziklás környezetben, valamint ültetvények és szántóföldek. Vonuló faj.

## Megjelenése
Testhossza 38 centiméter, testtömege 61-108 gramm.
|  |

## Életmódja
Ízeltlábúakkal táplálkozik.

## Természetvédelmi helyzete
Az elterjedési területe rendkívül nagy, egyedszáma pedig stabil. A Természetvédelmi Világszövetség Vörös listáján nem fenyegetett fajként szerepel.